# Bernard van Rossum
Bernard van Rossum (* 1980 in Spanien) ist ein niederländischer Jazzmusiker (Tenor- und Sopransaxophon, Komposition, Arrangement) und Bigband-Leader.

## Leben und Wirken
Rossum wuchs in Spanien mit einer englischen Mutter und einem niederländischen Vater auf. Als Jugendlicher spielte er Schlagzeug, bevor er für sich das Saxophon entdeckte. Nach seinem Biologiestudium an der University of Edinburgh ließ er sich in Barcelona nieder, wo er am Taller de Musics eine Jazzausbildung erhielt. Im Jahr 2007 begann er dort sein Bachelor-Studium in Jazz am Conservatori Superior de Música del Liceu, um es an der University of North Texas fortzusetzen. Am Conservatorium van Amsterdam, wo er seit 2009 unter der Leitung von Jasper Blom, Ferdinand Povel und Jurre Haanstra studierte, erlangte er  2011 seinen Bachelor-Abschluss und 2013 seinen Master-Abschluss.
Während seiner Zeit in Barcelona war Rossum Gründungsmitglied der katalanischen Gruppe Lunar Project, mit der er das Album Supernova (New Mood Jazz) veröffentlichte und 2008 den Enderock-Preis für das beste neue Jazzprojekt gewann. Er leitet, komponiert und arrangiert vor allem für seine BvR Flamenco Big Band, mit der er auch mit Flamenco-Künstlern wie Antonio Serrano, Carles Benavent, David de Jacoba, José Quevedo Bolita und Karen Lugo aufgetreten ist. Mit dieser Formation hat er drei von der Kritik hochgelobte Alben veröffentlicht, zuerst Jaleo Holandés (2015). 2017 folgte Luz de Luna und 2022 Del Rio a la Mar. Weiterhin leitet er das Bernard van Rossum Quartet, das das Album Trampoline veröffentlicht hat, zusammen mit seinen langjährigen Bandkollegen Xavi Torres (Klavier), Marco Zenini (Bass) und Jaon Terol (Schlagzeug). Außerdem gehört er als Instrumentalist zum Vuma Levin Quintet, dem Sam Newbould Quintet oder der Vernon Chatlein Group. Er ist auch auf Alben von Christian Pabst und Julian Schneemann zu hören.
Rossums Arrangements wurden auch von Big Bands in Mexiko-Stadt, London, St. Petersburg, Barcelona, dem Baskenland und Andalusien gespielt. Er arrangierte auch für andere Ensembles wie das Nederlands Blazers Ensemble oder das Ricciotti Ensemble. 
Außerdem lehrt Rossum Arrangement, Theorie und Ensemblespiel am Conservatorium van Amsterdam und an weiteren Einrichtungen.

## Preise und Auszeichnungen
Mit der BvR Flamenco Big Band führte Rossum beim Meerjazz International Big Band Wettbewerb 2014 und errang den Preis für den besten Solisten und den Keep an Eye on Jazz Records Award 2015. Weiterhin gewann er den Canarias Big Band Composition Contest 2021 und die Concurso de arreglos de big band SGAE 2022. 2022 wurde er mit dem Rogier van Otterloo Award 2022 ausgezeichnet.